# 安川正吾
安川正吾，日本男動畫編劇、作詞家。以前別名。

## 作品列表

### 電視動畫
粗體字表示擔任劇本統籌或首席作家的作品。（）內表示劇本執筆負責的集數數量。
2007年
- 王牌投手 振臂高揮（全25話中3本、特別篇）

2008年
- 女神異聞錄 ～三位一體之魂～（全26話中4本）
- 零之使魔 ～三美姬的輪舞～（全12話中3本）

2009年
- Phantom ～Requiem for the Phantom～（全26話中4本）
- 旋風管家 2nd season（全25話中4本）

2010年
- 偵探歌劇 少女福爾摩斯（全12話中3本）

2011年
- 緋彈的亞莉亞（全12話中6本）
- 快盜天使雙胞胎 ～KYUNKYUN☆心跳樂園!!～（全12話中2本）
- 灼眼的夏娜III -Final-（全24話中5本）
- 便·當（全12話中3本）

2012年
- 零之使魔F（全12話中8本、兼任首席編劇）
- 偵探歌劇 少女福爾摩斯 第2幕（全12話中3本）
- 就算是哥哥，有愛就沒問題了，對吧（全12話中4本）
- JoJo的奇妙冒險（全26話中6本）

2013年
- 變態王子與不笑貓。（全12話中4本）
- 超次元戰記 戰機少女 THE ANIMATION[1]（全12話執筆、OVA1本）
- 二人是少女福爾摩斯（全12話中2本）
- 噬血狂襲（全24話中3本）

2014年
- JoJo的奇妙冒險 星塵鬥士（全48話中11本）
- 三坪房間的侵略者!?[2]（全12話中6本）
- 白銀的意志 ARGEVOLLEN（全24話中5本）
- 火星異種[3][4]（全13話）
- TRINITY SEVEN 魔道書7使者（全12話中3本)

2015年
- 偵探歌劇 少女福爾摩斯TD（全12話中2本)
- 食戟之靈（全24話中12本)
- 在地下城尋求邂逅是否搞錯了什麼（全13話中2本)
- 落第騎士英雄譚[5][6]（全12話中6本）

2016年
- JoJo的奇妙冒險 不滅鑽石（全39話中12本)
- 食戟之靈 貳之皿[7]（全13話中11本）
- 發條精靈戰記 天鏡的極北之星[8]（全13話中9本）

2017年
- 愛麗絲與藏六（全12話中2本）
- 悠久持有者！ ～魔法老師！2～[9]（全12話中9本、OAD3本）
- 食戟之靈 餐之皿[10]（全24話中21本）

2018年
- 三顆星彩色冒險[11]（全12話）
- 博多豚骨拉麵團[12]（全12話中9本）
- Angolmois 元寇合戰記[13]（全12話）
- 茜色少女[14]（全12話）
- JoJo的奇妙冒險 黃金之風（全39話中9本）

2019年
- 在地下城尋求邂逅是否搞錯了什麼II（全12話中3本）
- 偶像夢幻祭（全24話中5本）
- 食戟之靈 神之皿[15]（全12話）
- 警視廳 特務部 特殊凶惡犯對策室 第七課 -特7-（全12話中2本）

2020年
- 科學超電磁砲T[16]（全25話中14本）
- 食戟之靈 豪之皿[17]（全13話）
- 在地下城尋求邂逅是否搞錯了什麼III（全12話中2本）

2022年
- JoJo的奇妙冒險 石之海
- 處刑少女的生存之道

2023年
- 妖幻三重奏
- 不知內情的轉學生不管三七二十一纏了上來。[18]
- 江戶前精靈[19]
- 七魔劍支配天下

2025年
- 平凡上班族到異世界當上了四天王的故事（全12話中1本）
- 搖滾樂是淑女的嗜好

### OVA
- 聖鬥士星矢 冥王哈帝斯十二宮篇（2008年，編劇協力）
- 超次元戰記 戰機少女 ～涅普的暑假～（2020年）
- 星之夢 ～雪圈球～（2021年）
- 超次元戰記 戰機少女 充滿涅普涅普的感謝祭（2022年）

### 電影動畫
- Planetarian ～星之夢～[20]（2016年）

### 網路動畫
- Planetarian ～小小的星之夢～[20]（2016年，全5本中3本）
- 鋼彈創戰潛行者Re:RISE（2019年，全26話中7本）

### 遊戲
均以正吾名義。
2006年
- 精靈協奏曲
- 水之旋律2 ～緋之記憶～（劇本監修）

2007年
- 王牌投手 振臂高揮 或許能成為真正王牌（日语：おおきく振りかぶって ホントのエースになれるかも）（劇本監修）
- 手機少女PC[21]
- 涼宮春日的約束（日语：涼宮ハルヒの約束）（兼任故事構成）

### 作詞
2008年
- 鶺鴒女神 片頭主題曲、片尾主題曲「Dear sweet heart（日语：セキレイのディスコグラフィ#セキレイ／Dear sweet heart）」

2009年
- 鶺鴒女神 ～未來的贈禮～ 片頭主題曲「約束 I'm with You（日语：セキレイのディスコグラフィ#約束 I'm with You／SURVIVE_BABY_SURVIVE!）」、片尾主題曲「SURVIVE BABY SURVIVE！（日语：セキレイのディスコグラフィ#約束 I'm with You／SURVIVE_BABY_SURVIVE!）」

2010年
- 鶺鴒女神 ～Pure Engagement～ 片頭主題曲、片尾主題曲、劇中歌「Change the World」

2014年
- 風雲維新大將軍 片頭主題曲

## 外部連結
- 官方网站 （日語）
- 安川正吾的X（前Twitter） （日語）
- 安川正吾 （页面存档备份，存于） （日語）－allcinema（日语：allcinema）